# Elly De La Cruz
Elly Antonio De La Cruz (Sabana Grande de Boyá, 11 gennaio 2002) è un giocatore di baseball dominicano, interbase dei Cincinnati Reds nella Major League Baseball (MLB). 
Ha firmato con i Reds come free agent internazionale nel 2018 e ha fatto il suo debutto in MLB nel 2023.

## Primi anni di vita
De La Cruz è cresciuto a Sabana Grande de Boyá, nella Repubblica Dominicana . Ha otto fratelli.

## Carriera

### Leghe minori
Il 2 luglio 2018, De La Cruz ha firmato con i Cincinnati Reds come free agent internazionale. Ha ricevuto un bonus alla firma di $ 65.000. De La Cruz ha debuttato a livello professionale nel 2019 con i Cincinnati Reds nella Summer League dominicana all'età di 17 anni, facendo registrare una media battuta di .285/.351/.382 con un fuoricampo e tre basi rubate in 43 partite, giocando principalmente nel ruolo di interbase . Nel 2020 non ha partecipato a nessun campionato a causa della cancellazione delle leghe minori per la pandemia di COVID-19 .
Nel 2021, De La Cruz ha giocato per l'Arizona Complex League Reds e nella categoria Single-A con i Daytona Tortugas a livello rookie . Ha giocato 61 partite e ha battuto un totale di .296/.336/.539 con otto fuoricampo, 42 punti battuti (RBI) e 10 basi rubate (mentre è stato eliminato cinque voltesu rubate), giocando principalmente nel ruolo di terza base. La rivista Baseball America lo ha nominato il miglior giocatore della Arizona Complex League, il quarto miglior giocatore della categoria Low-A Southeast League e il corridore più veloce nell'organizzazione dei Reds.

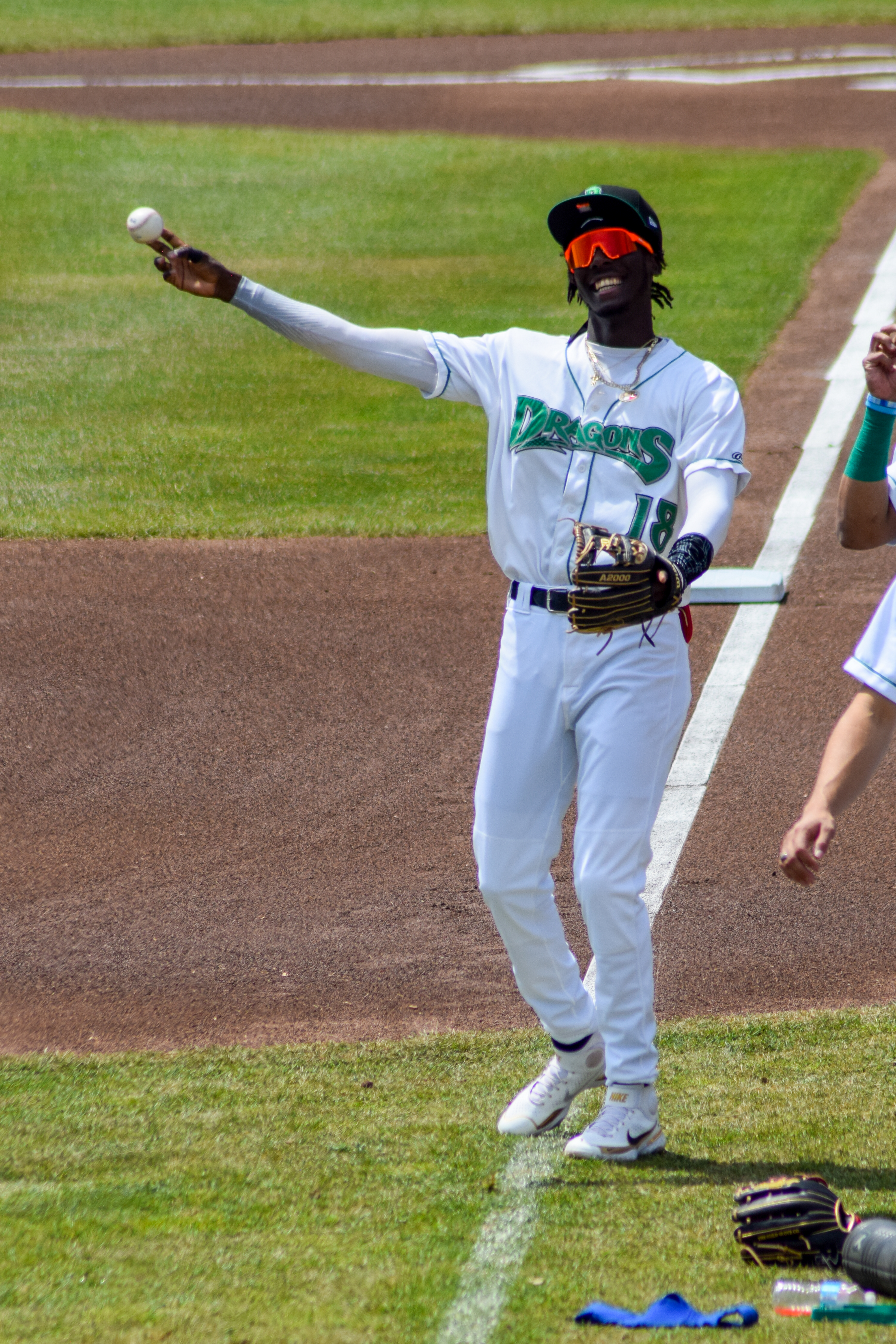
De La Cruz con i Dayton Dragons nel 2022

Nel 2022, De La Cruz ha giocato nella categoria High-A con la squadra dei Dayton Dragons e in Double-A con i Chattanooga Lookouts È stato scelto per rappresentare i Reds nell'All -Star Futures Game . In 121 partite, ha segnato .304/.359/.586 con record in carriera di fuoricampo (28), RBI (86) e basi rubate (47; mentre è stato eliminato sei volte sulle basi). È stato il primo giocatore della lega minore dai tempi di George Springer nel 2013 a battere una media battuta di .300 con almeno 25 fuoricampo e 40 basi rubate. È stato un All Star dell'organizzazione MiLB, un All Star post-stagione della Midwest League e il Prospetto dell'Anno della Midwest League. È stato anche nominato Giocatore dell'anno della Minor League dei Reds, nominato come miglior giocatore delle Mino League dalla rivista Baseball America e Migliore Prospetto della Minor League Baseball nella Midwest League. Il sondaggio effettuato da Baseball America tra i manager delle società partecipanti alla Midwest League lo hanno votato come il giocatore più entusiasmante della Midwest League, con il miglior potenziale di battuta, il miglior potenziale di potenza e il corridore più veloce sulle basi. Il 15 novembre 2022, i Reds hanno aggiunto De La Cruz al loro roster di 40 giocatori per proteggerlo da lRule 5 Draft.
De La Cruz è stato opzionato per i Louisville Bats nella categoria Tripla-A all'inizio della stagione 2023. In 38 partite con il Louisville, De La Cruz ha segnato .298/.398/.633 con 12 fuoricampo, 36 RBI e 11 basi rubate (mentre è stato eliminato sulle basi sei volte), giocando principalmente come interbase.

### Major League Baseball

#### 2023
Il 6 giugno 2023 De La Cruz viene promosso per la prima volta in Major League Baseball a seguito di un infortunio al giocatore dei Cincinnati Reds Nick Senzel ; De La Cruz, con i suoi 21 anni, è stato il quinto giocatore di baseball della NL più giovane, uno degli shortstop più alti nella storia della MLB con i suoi 196 cm di altezza, e uno dei giocatori di baseball più veloci. Il compagno di squadra Joey Votto ha affermato: "È il miglior corridore che abbia mai visto, ha una potenza che abbia mai visto. E ha il braccio più forte che abbia mai visto". Il 7 Giugno 2023, contro i Los Angeles Dodgers, segna il suo primo fuoricampo in Major League, battendo ad una distanza di 458 piedi.  il 23 giugno, durante una partita contro gli Atlanta Braves, ha segnato un ciclo; è diventato il giocatore più giovane a farlo dai tempi di César Cedeño nel 1972.
L'8 luglio, De La Cruz divenne il primo giocatore dei Reds dopo Greasy Neale nel 1919 a rubarela seconda base, la terza base e casa base nello stesso inning. Il 16 luglio, ha battuto il record Statcast per l'assistenza interna più veloce con un lancio che ha raggiunto le 97,9 miglia all'ora. Sebbene avesse giocato solo 30 partite prima dell'All Star Game, la sua massima velocità di uscita era nel 98° percentile in MLB,  risultava a pari merito come giocatore più veloce del campionato (velocità di sprint di 30,4 piedi al secondo) e aveva il braccio più forte di qualsiasi interno (media 95,6 miglia orarie). Il 26 settembre ha disputato la sua prima partita multi-fuoricampo della sua carriera.
Statcast ha individuato De La Cruz e Bobby Witt Jr. dei Kansas City Royals come i giocatori più veloci della Major League Baseball in termini di velocità di sprint nel 2023: entrambi avevano una media di 30,5 piedi al secondo.